# دان جيبس
دان جيبس (بالإنجليزية: Dan Gibbs)‏ هو سياسي أمريكي، ولد في 1975. حزبياً، نشط في الحزب الديمقراطي. وقد انتخب عضو مجلس نواب كولورادو.